# 張潮 (正德進士)
張潮（1485年—1544年），字惟信，號亭溪，改號玉溪，四川成都府內江縣人，明朝政治人物。

## 生平
正德五年（1510年）四川鄉試中舉第十一名。正德六年（1511年）聯捷辛未科会试176名，二甲第74名進士，選翰林院庶吉士。正德八年（1513年），授编修。
正德十六年（1521年），世宗即位，任经筵展书官。嘉靖元年（1522年），參撰《武宗实录》。嘉靖三年（1524年）「大禮議」期間，參與左順門哭諫。嘉靖四年（1525年），升侍读，充经筵讲官。《实录》修成，升司经局洗马。嘉靖五年（1526年），充殿试受卷官。嘉靖六年（1527年），升侍读学士。嘉靖七年（1528年），主应天乡试。嘉靖八年（1529年），充殿试读卷官。嘉靖十年（1531年），陞翰林院学士，掌院事。不久升詹事府少詹事，兼学士，掌府事。嘉靖十一年（1532年），主持会试，升吏部右侍郎。十三年正月丁母憂去職。嘉靖十五年（1536），服闕复职。嘉靖十六年（1537年），转吏部左侍郎。嘉靖二十年（1541年），再掌翰林院事，教庶吉士。嘉靖二十一年（1542年），升礼部尚书，掌詹事府事，教習庶吉士。嘉靖二十三年（1544年）春，為會試主考官，暴卒於試院。

## 家族
其先系出湖廣崇陽。明初遠祖占籍四川內江。曾祖張亨，祖張復祖，父張大器，字邦賢，號勁菴，湖廣布政司照磨；前母余氏、母劉氏。慈侍下。兄张潭、弟张洙。